# Auto Maatschappij 'Zeeland'
De Auto Maatschappij 'Zeeland' NV (AMZ), gevestigd te Goes, was van 1947 tot 1985 een samenwerkingsverband tussen drie particuliere autobus- en touringcarbedrijven die ieder een aantal buslijnen exploiteerden in de Nederlandse provincie Zeeland. Daarnaast waren zij, ook onder de naam AMZ, actief in het toer- en groepsvervoer en het reisbureauwezen. Deze activiteiten voert AMZ, thans vanuit Borssele, uit tot op de huidige dag.  

## Geschiedenis
De constructie waarin de AMZ als streekvervoerder opereerde was gelijk aan die van de Twee Provinciën. De participanten behielden hun zelfstandigheid als ondernemer, maar traden gezamenlijk op met dezelfde huisstijl en onder de gemeenschappelijke naam AMZ. Dit was het geval sinds de oprichting in 1947, maar pas in 1951 werden de afzonderlijke concessies ondergebracht in een gezamenlijke concessie, die in handen was van de AMZ. Het vervoergebied bestond uit Noord- en Zuid-Beveland met uitlopers naar Middelburg, Vrouwenpolder ('s zomers), Bergen op Zoom (op marktdagen) en Zierikzee (na opening van de Zeelandbrug in 1965).
De volgende drie firma's waren actief in het samenwerkingsverband:
- Fa. L. Leendertse (later Leendertse BV) te Kruiningen
- Fa. Wed. J. de Muynck & Zonen (later De Muynck CV) te Borssele
- Fa. De Baar & Leendertse (later De Baar & L. BV) te Wemeldinge.

De drie eigenaren/aandeelhouders waren bij toerbeurt directeur van de overkoepelende NV, die zelf ook een aantal busdiensten exploiteerde.
In 1985 werd de exploitatie van de lijnen overgenomen door Zuid-West-Nederland te Zierikzee en hield de samenwerking op te bestaan. Een van de bedrijven uit het samenwerkingsverband, De Muynck CV, zette als AMZ Borssele de activiteiten in het toervervoer voort en fungeert onder die naam ook nog steeds in het streekvervoer, thans als onderaannemer van Connexxion (rechtsopvolger van ZWN en ZWN-Groep). Hierdoor zijn nog steeds AMZ-bussen op sommige vroegere AMZ-lijnen te zien.